# Bobby Fischer contra el mundo
La película Bobby Fischer contra el mundo (en inglés Bobby Fischer Against the World) es un documental estadounidense de 2011, dirigido por Liz Garbus y producido por Rory Kennedy.

## Reseña
«Bobby Fischer contra el mundo», el documental que está basado en algunos aspectos de la vida de ajedrecista de origen estadounidense, que se nacionalizó islandés. En la película se ven imágenes nunca vistas o muy poco conocidas y entrevistas con personas que estuvieron cerca del genio de Brooklyn, su infancia como niño prodigio con asperger, su ascenso como estrella, la consagración de campeón olímpico, el contexto histórico y la guerra fría.
En 1972 se ve cómo Bobby Fischer jugó una partida de ajedrez y obtuvo el título máximo del ajedrez mundial al vencer al soviético Boris Spassky, en el llamado «El duelo del siglo». También la partida en 1992, donde Bobby Fischer viajó a Yugoslavia para volver a jugar contra Boris Spassky, con lo que violó las sanciones económicas estadounidenses contra ese país, y debió exiliarse en Europa Central, y en varios lugares entre ellos la casa de ajedrecista Susan Polgar.
Se nacionalizó islandés, y se consideraba refugiado político, tras refugiarse en el país nórdico tras su detención en Japón en el 2004, por utilizar un pasaporte que Estados Unidos había cancelado, y posteriormente solicitó en extradición. Bobby Fischer sigue siendo venerado como uno de los más grandes ajedrecistas de todos los tiempos. 

## Reparto
- Bobby Fischer
- David Edmonds
- Anthony Saidy
- Susan Polgar
- Henry Kissinger
- Boris Spassky
- Mikhail Tal
- Garry Kasparov
- Mikhail Botvinnik
- Tigran Petrosian
- Larry Evans

## Galería

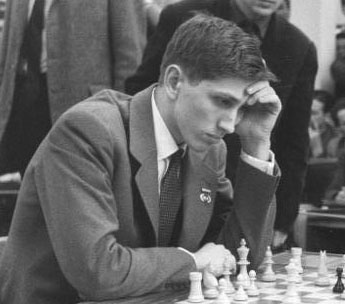
Bobby Fischer en 1960
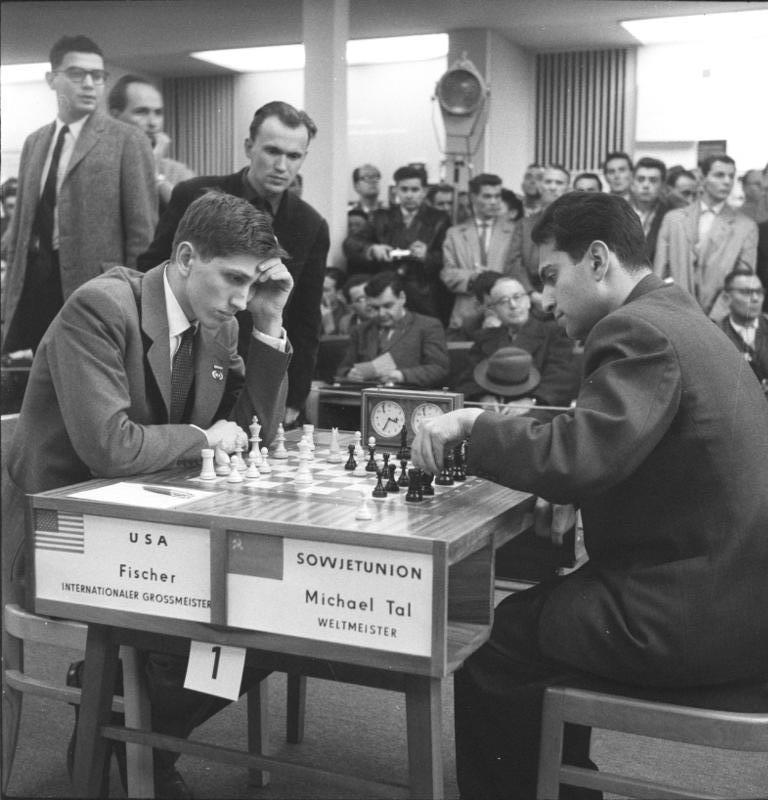
Fischer y Mikhail Tal
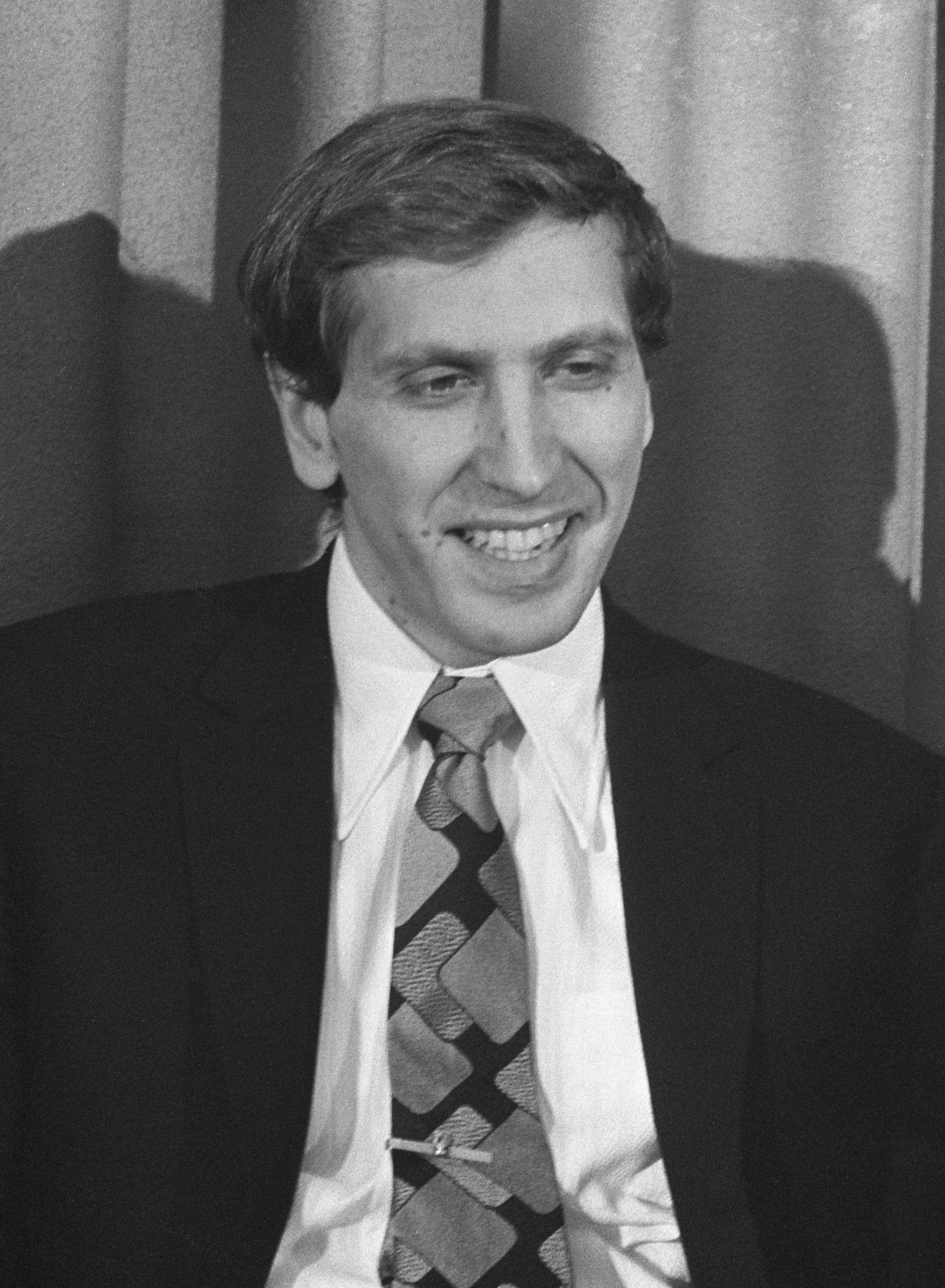
Bobby Fischer en 1972
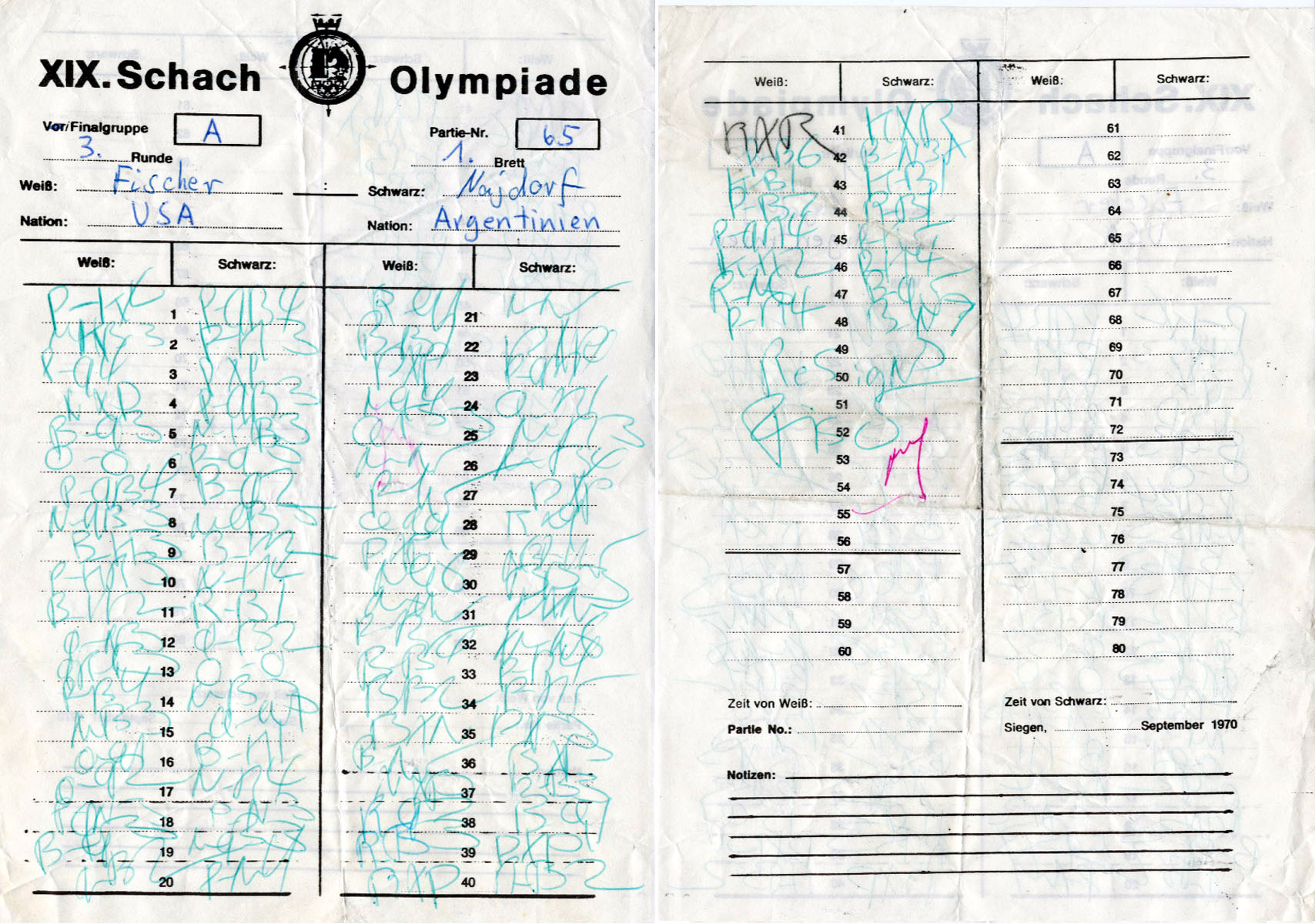
Planilla Olimpiadas de Ajedrez de 1970